# Greenville (Alabama)
Greenville és una població dels Estats Units a l'estat d'Alabama. Segons el cens del 2000 tenia 7.228 habitants.

## Demografia
Segons el cens del 2000, Greenville tenia 7.228 habitants, 2.919 habitatges, i 1.929 famílies. La densitat de població era de 132 habitants/km².
Dels 2.919 habitatges en un 31,6% hi vivien nens de menys de 18 anys, en un 38,6% hi vivien parelles casades, en un 23,9% dones solteres, i en un 33,9% no eren unitats familiars. En el 31% dels habitatges hi vivien persones soles el 15,3% de les quals corresponia a persones de 65 anys o més que vivien soles. El nombre mitjà de persones vivint en cada habitatge era de 2,42 i el nombre mitjà de persones que vivien en cada família era de 3,02.
Per edats la població es repartia de la següent manera: un 26,8% tenia menys de 18 anys, un 8,9% entre 18 i 24, un 24,2% entre 25 i 44, un 21,9% de 45 a 60 i un 18,3% 65 anys o més.
L'edat mediana era de 38 anys. Per cada 100 dones hi havia 80,8 homes. Per cada 100 dones de 18 o més anys hi havia 73,6 homes.
La renda mediana per habitatge era de 22.106 $ i la renda mediana per família de 27.167 $. Els homes tenien una renda mediana de 29.236 $ mentre que les dones 20.125 $. La renda per capita de la població era de 17.439 $. Aproximadament el 24,8% de les famílies i el 30,4% de la població estaven per davall del llindar de pobresa.

## Poblacions més properes
El següent diagrama mostra les poblacions més properes.